# Mavillo Gheller
Mavillo Gheller (Busto Arsizio, 3 agosto 1975) è un allenatore di calcio ed ex calciatore italiano, di ruolo difensore e centrocampista.

## Carriera

### Varese
Nel 1992 entra nella prima squadra del Varese, squadra in cui esordirà l'anno successivo, dopo che il lla rinuncia del Varese alla Serie C, per ripartire dalla Serie D, dove il difensore giocherà l'intera stagione realizzando 3 marcature. La squadra vince il girone B, ottenendo la promozione alla Serie C e si afferma anche nella Coppa Italia Dilettanti nel 1994. Nella prima stagione da titolare in Serie C, la squadra giunge in una posizione di metà classifica, rimanendo nel campionato professionistico per un altro anno e vince la Coppa Italia di Serie C nel 1995. Girato per la stagione successiva al Monza dove gioca una stagione in Serie C1, collezionando 25 presenze, si afferma come uno dei giocatori con spiccate caratteristiche di copertura. Grazie al suo prezioso contributo il Monza giungerà al quarto posto nel proprio girone. Nella stagione 1996-1997 torna a Varese ma a solo il tempo di giocare 2 volte prima di partire per giocare con il Novara. Con il Novara vive una difficile stagione in campionato, che si chiude con la retrocessione dei piemontesi in Serie C2. Dopo l'esperienza in Piemonte, torna al Varese, giocando da titolare il torneo 1998 che porta il Varese alla vittoria del campionato. Nel 1999 gioca in C1, sempre col Varese, che riesce a salvarsi dalla retrocessione. Nella stagione 1999-2000 i lombardi si piazzano al quarto posto, qualificandosi per i play-off, dove verranno estromessi in semifinale dal Cittadella, con un complessivo 2-1 (1-0 per il Varese nella gara di andata e successivo 2-0 veneto a Cittadella). Anche per il 2001 è un calciatore del Varese, che disputa un torneo tranquillo e giunge in una posizione di metà classifica.

### 2001-2011: Pavia, Treviso, Pistoiese e Novara
Nella stagione 2001-2002 diviene un giocatore del Pavia. Con gli azzurri gioca l'intero torneo, nel quale il Pavia si classifica in sesta posizione, sfiorando i play-off. Nel campionato 2002-03 il Pavia domina il girone, comprendente anche il Novara, ex squadra di Gheller, e vince il torneo proprio sui piemontesi. Gheller giocherà 23 incontri siglando 3 marcature. Nel 2004 il Pavia giunge all'ultimo posto in campionato e, se non vi fossero diversi fallimenti, il Pavia sarebbe costretto ad essere retrocesso in C2, cosa che non accade. Nella successiva stagione Gheller passa al Treviso squadra militante in Serie B. I trevigiani disputano un buon campionato che concludono al quinto posto: in seguito all'illecito sportivo del Genoa nel Caso Genoa e dei fallimenti di Torino e Perugia che si erano piazzate rispettivamente al primo, terzo e quarto posto, il Treviso viene promosso in massima serie. Nel 2005 viene acquistato dalla Pistoiese squadra di Serie C1. La Pistoiese disputa una discreta stagione che si conclude con un piazzamento a centro classifica. Gheller prende parte anche alla stagione 2006-07 con la Pistoiese che giunge al nono posto in campionato. Il Novara acquisterà Gheller al termine della stagione.
Gheller riparte dalla C1 giocando da titolare anche al Novara che finisce al nono posto nel girone A. Nel 2009 il Novara ottiene un ottavo posto nel campionato di Lega Pro (sarebbe la Serie C1). Nella stagione 2009-10 il Novara conquista la vittoria in Lega Pro davanti al Varese, giungendo dopo 33 lunghi anni, in Serie B. Gheller è confermato anche per la stagione nella serie cadetta. Vincono inoltre la Supercoppa di Lega di Prima Divisione battendo per 5-4 il Portogruaro. La stagione successiva rimane a Novara in Serie B, nella quale disputa 18 partite in stagione regolare ed un incontro nei play-off, culminati nella promozione in Serie A dopo 55 anni. Il 14 luglio 2011 rescinde il contratto con il Novara, rimanendo così svincolato.

### 2011-2012: il ritorno a Pavia e il coinvolgimento nel Calcioscommesse
Dopo essersi svincolato dalla sua precedente società, Gheller accetta di scendere di categoria per tornare a vestire la maglia del Pavia, nel campionato di prima divisione di Lega Pro. Il 26 luglio 2012 viene deferito dal procuratore federale Stefano Palazzi per illecito sportivo nell'ambito dell'inchiesta sul Calcioscommesse, segnatamente in merito all'incontro Novara-Siena del 2011.
Il 1º agosto Palazzi richiede per lui una squalifica pari a 3 anni e 6 mesi; la richiesta non viene accolta e il 5 novembre 2012 Gheller viene prosciolto da tutte le accuse.

### 2012-2015: Trento e Union Villa Cassano
A seguito dei succitati rovesci giudiziari, nell'estate del 2012 Gheller rescinde il contratto con la società lombarda, rimanendo squalificato sino al suo proscioglimento. Dopo alcune settimane da svincolato, viene ingaggiato dal Trento, formazione di Serie D; sotto i colori gialloblu debutta nel derby vinto contro il San Giorgio il 1º dicembre 2012. Con la maglia tridentina non riesce tuttavia a far valere l'esperienza maturata in categorie superiori, rivelandosi uno dei punti deboli della squadra, sicché dopo solo 7 partite rescinde il contratto.
Nei due anni successivi gioca nell'Union Villa di Cassano Magnago, disputando i campionati di Eccellenza Lombardia 2013-2014 e Promozione Lombardia 2014-2015 e svolgendo parallelamente il ruolo di consulente tecnico della scuola calcio (a lui intitolata).

### 2015-2017: dal ritorno a Varese al Busto 81
Nell'estate 2015 Gheller (dopo aver considerato finanche l'ipotesi di ritirarsi ed intraprendere la carriera di allenatore, segnatamente nella formazione Berretti del Pavia) torna dopo 14 anni a vestire la maglia biancorossa, firmando un contratto con il Varese Calcio SSD, nuova società che ha acquisito la tradizione sportiva del disciolto A.S. Varese 1910 (oberato dai debiti e incapace di completare l'iscrizione in Lega Pro), partecipando al campionato lombardo di Eccellenza. Si rivela elemento determinante nella rosa varesina, capace di vincere il proprio girone con sei giornate d'anticipo ed aggiudicarsi la promozione in Serie D, raggiungendo le 196 presenze complessive in maglia biancorossa.
Non essendo stato riconfermato per la stagione successiva, nell'estate 2016 passa all'ASD Busto 81 di Busto Arsizio, sempre nel campionato lombardo di Eccellenza.
Nel marzo del 2017, dopo aver effettuato alcuni esami medici al tendine d'Achille, decide di concludere la sua esperienza da calciatore agonista, entrando nei quadri tecnici del Busto 81.

## Palmarès

### Club

#### Competizioni nazionali
- Campionato Nazionale Dilettanti: 1

Varese: 1993-94
- Coppa Italia Dilettanti: 1

Varese: 1993-1994
- Serie C2: 2

Varese: 1997-98
Pavia: 2002-03
- Coppa Italia Serie C: 1

Varese: 1994-1995
- Lega Pro Prima Divisione: 1

Novara: 2009-2010
- Supercoppa di Lega di Prima Divisione: 1

Novara: 2010

#### Competizioni regionali
- Eccellenza: 1

Varese: 2015-2016